# Charles Ray Hatcher
Charles Ray Hatcher (* 16. Juli 1929 in Mound City, Missouri; † 7. Dezember 1984 in Jefferson City, Missouri) war ein US-amerikanischer Serienmörder. Er gestand, zwischen 1969 und 1982 16 Menschen ermordet zu haben. Seine Opfer waren hauptsächlich Kinder und Jugendliche.

## Kindheit
Charles Ray Hatcher wurde 1929 in Mound City, Missouri, 55 Kilometer nördlich von Saint Joseph, als jüngster von vier Jungen geboren. Sein Vater war ein verurteilter Sträfling und dem Alkohol verfallen. In der Schule wurde er von seinen Mitschülern schikaniert und als Folge übte er selbst gegen diese Gewalt aus. Im Frühling 1935 änderte sich das Leben der Familie schlagartig. Der fünfjährige Charles ließ mit seinen Brüdern mithilfe eines Kupferkabels aus einem alten Ford Modell T einen Drachen steigen. Der Älteste, Arthur, hielt das Ende dessen in der Hand, als der Drachen eine unter Hochspannung stehende Stromleitung berührte und war auf der Stelle tot. Kurz darauf ging die Ehe seiner Eltern in die Brüche und seine Mutter heiratete daraufhin mehrere Male innerhalb von kurzer Zeit. Zehn Jahre nach dem Unglück, im Jahr 1945, übersiedelte er mit seiner Mutter und deren dritten Ehemann nach Saint Joseph, wo er seinen ersten Job bei einer Bowlingbahn erhielt. Er schaffte es aber nicht, eine längere Zeit derselben Arbeit nachzugehen und wechselte in den folgenden Jahren diese öfters.

## Erste Straftaten
1947 beging er seine nachweislich erste Straftat, als er einen Lastwagen von seinem Arbeitgeber stahl. Er wurde entlassen und zu einer zweijährigen Bewährungsstrafe verurteilt. Nachdem er ein Jahr später erneut des Autodiebstahls überführt wurde, ging er für zwei Jahre in die Missouri State Penitentiary, aus der er jedoch bereits nach etwas mehr als einem Jahr, am 8. Juni 1949, entlassen wurde. Schon nach ein paar Monaten wanderte er wieder zurück in Haft, da er an einer Tankstelle in Maryville, Missouri einen 10-Dollar-Scheck fälschte. Am 18. März 1951 floh er aus der Anstalt, wurde aber kurz darauf bei einem versuchten Diebstahl festgenommen und erhielt zwei Jahre zusätzliche Haftzeit. Am 14. Juli 1954 wurde er aus der Haft entlassen. Kurze Zeit später wurde er erneut wegen Autodiebstahls zu vier Jahren Haft in einem Gefängnis in Ray County verurteilt, da er jedoch vor der Gerichtsverhandlung einen Fluchtversuch wagte, erhielt er eine Strafe von weiteren zwei Jahren. Am 18. März 1959 wurde Hatcher entlassen.
Bereits einen Monat nach seiner Entlassung wurde er erneut straffällig, als er versuchte, den 16-jährigen Zeitungsausträger Steven Pellham in Saint Joseph zu entführen, und ihn mit einem Schlachtermesser bedrohte. Pellham ließ sich jedoch nicht einschüchtern und zeigte den Vorfall an und Hatcher wurde von der Polizei in einem gestohlenen Fahrzeug gestoppt und festgenommen. Diesmal wurde er zu fünf Jahren Haft in der Missouri State Penitentiary verurteilt. Während er auf seine Überführung in diese wartete, versuchte er vergeblich, aus dem Buchanan-County-Gefängnis zu fliehen. Bei seiner Ankunft in die Missouri State Penitentiary brüstete er sich, der berüchtigtste Straftäter im Nordwesten Missouris seit Jesse James zu sein. In Haft nahm er Arbeit in der Gefängnisküche an.

## Mordserie
Seinen vermutlich ersten Mord beging Charles Ray Hatcher am 2. Juli 1961, als er noch Insasse in der Missouri State Penitentiary war. Der 26-jährige Mithäftling Jerry Tharrington wurde vergewaltigt und erstochen am Boden der Laderampe zur Gefängnisküche gefunden und Hatcher war zu dieser Zeit der einzige fehlende Mitarbeiter. Er wurde in Isolationshaft geschickt, aber wegen Mangels an Beweisen wurde keine Anklage gegen ihn erhoben. In dieser Zeit verfasste er eine Nachricht, in der er psychiatrische Behandlung forderte. Der Psychologe jedoch witterte hinter dem Verhalten Hatchers einen Trick, um eine weitere Einzelhaft zu verhindern und eine verfrühte Entlassung zu bezwecken. Eine Behandlung wurde ihm verweigert, er verließ dennoch die Isolationshaft. Am 24. August 1963 wurde er nach Verbüßen von drei Vierteln der Strafe entlassen. Nach seiner Entlassung startete Hatcher eine der berüchtigtsten Mordserien der US-amerikanischen Kriminalgeschichte. Es ist nicht bekannt, wann er seinen ersten Mord in Freiheit beging, da er sechs Jahre von der Bildfläche verschwand.
Am 27. August 1969 ermordete er in Antioch den 12-jährigen William Freeman, der mit seinem Fahrrad unterwegs war. Hatcher sprach den Jungen an, lockte ihn in sein Fahrzeug und fuhr mit ihm zu einem Bach, wo er den Jungen strangulierte. Später sollte Hatcher äußern, dass Freeman sein sechstes oder siebtes Opfer gewesen sei.
Bereits zwei Tage später wurde der erst 6-jährige Gilbert Martinez in San Francisco als vermisst gemeldet. Seine Spielgefährtin, mit der er an diesem Tag unterwegs war, berichtete der Polizei, dass Martinez mit einem Mann mitging, der ihm Eiscrème versprach. Kurz nach seinem Verschwinden wurde der kleine Gilbert von einem Mann entdeckt, der mit seinem Hund einen Spaziergang machte. Ein Angreifer war gerade dabei, ihn sexuell zu missbrauchen und zu verprügeln. Die herbeigeeilte Polizei nahm den Mann in Gewahrsam, der sich selbst als Albert Ralph Price ausgab, jedoch Papiere mit dem Namen Hobart Prater mit sich führte. Das FBI identifizierte Price erst später als Charles Ray Hatcher. Als Albert Price wurde er wegen Körperverletzung, versuchter Vergewaltigung und Entführung angeklagt.
Zur Ermittlung seiner Schuldfähigkeit wurde ein psychologisches Gutachten angefordert, im Zuge dessen er angab, Stimmen zu hören, außerdem täuschte er Wahnvorstellungen sowie Suizidversuche vor, um einer Haftstrafe zu entgehen. Im Dezember 1970 wurde er mehrmals zwischen dem Gericht und Krankenhäusern hin und her geschickt. Ein Psychiater diagnostizierte ihm ein passiv-aggressives Verhalten, mit Paraphilie und Pädophilie. Krankenhausmitarbeiter äußerten, dass Hatcher seine psychischen Störungen nur spielte beziehungsweise sie übertrieb. Zwei weitere Psychiater untersuchten Hatcher im Januar 1971. Der Erste kam zum Schluss, dass er dem Wahnsinn verfallen war und empfahl eine intensive Behandlung in einem Krankenhaus. Auch der Zweite deklarierte ihn als nicht fähig, sich vor Gericht zu verantworten, und schickte ihn zurück ins Krankenhaus.
Am 24. Mai 1971 plädierte Hatcher bei der Gerichtsverhandlung auf Unzurechnungsfähigkeit. Er wurde danach in weiteren Krankenhäusern untersucht und als ungeeignet für den Prozess bestimmt. Am 2. Juni floh er aus dem Krankenhaus und wurde erst eine Woche später in Colusa, Kalifornien wegen vermeintlichen Autodiebstahls festgenommen, wo er sich als Richard Lee Grady ausgab. Er wurde in das California State Hospital zurückgebracht. Im April 1972 wurde seine Behandlung für gescheitert erklärt und er als Gefahr für seine Mitmenschen bezeichnet. Im August wurde er ins San Quentin State Prison transferiert, wo ihm drei Jahre nach dem versuchten Mord der Prozess gemacht werden sollte. Er wurde zwei finalen Prüfungen unterzogen, die ihn beide als fähig für die Verhandlung deklarierten. Im Dezember 1972 wurde er wegen Entführung und Belästigung von Gilbert Martinez vor Gericht gestellt und für schuldig befunden. Im Januar 1973 wurde er als „psychisch gestörter Straftäter“ in das California State Hospital  verlegt. Am 28. März 1973 versuchte er einen Ausbruch und wurde von Ärzten wieder vor Gericht gebracht, da sie der Meinung waren, dass er noch immer eine Gefahr für die Gesellschaft sei. Im April wurde er in ein Medium-Security-Gefängnis in Vacaville, Kalifornien verlegt.
Im August 1975 stellte er einen Antrag auf Bewährung. Die Wachen berichteten von einem außerordentlich guten Benehmen Hatchers und auch das California Parole Board war dieser Auffassung und setzte das Datum seiner Entlassung auf den 25. Dezember 1978. Infolge einer Gesetzesänderung wurde er jedoch bereits anderthalb Jahre früher, am 20. Mai 1977, aus der Haft in eine offene Anstalt in San Francisco entlassen. Eine Bewährungsbedingung war, dass Hatcher sich jeden Tag um 21 Uhr beim Home Care Services Center melden und neun Medikamente einnehmen sollte. Bereits fünf Tage nach seiner Entlassung verletzte er diese Regelung das erste Mal. Sein Aufenthaltsort war danach ein Jahr lang unbekannt.
Am 26. Mai 1978 verschwand der vierjährige Eric Christgen aus der Innenstadt von Saint Joseph. Sein Leichnam wurde später am Missouri River gefunden, er war sexuell missbraucht und erstickt worden. Für diesen Mord wurde fälschlicherweise der zu diesem Zeitpunkt 25-jährige minderintelligente Melvin Reynolds verurteilt, der nach stundenlangem Verhör unter dem Druck zusammengebrochen war und die Tat gestand. Erst nach dem Geständnis Hatchers, diesen Mord begangen zu haben, wurde er in die Freiheit entlassen. Am 4. September 1978 wurde Hatcher unter dem Namen Richard Clark in Omaha, Nebraska festgenommen, da er einen 16-jährigen Jungen sexuell missbrauchte. Für dieses Vergehen wurde er in das Douglas County Mental Hospital in Omaha eingewiesen, aus welchem er im Januar 1979 entlassen wurde. Bereits im Mai 1979 wurde ihm der versuchte Mord an einem 7-jährigen vorgeworfen, der ihm jedoch nicht nachgewiesen werden konnte. Dennoch wurde er für drei Wochen in eine Einrichtung eingewiesen, in die er nach einem erneuten sexuellen Missbrauch ein paar Monate später zurückkehrte.
In den folgenden Monaten fiel Hatcher weiterhin durch extreme Gewaltbereitschaft auf. In Nebraska missbrauchte er einen 17-jährigen Teenager sexuell und in Des Moines, Iowa war er in eine Messerstecherei verwickelt. Für diese Vorfälle wurde er jeweils nur für kurze Zeit in verschiedenen psychiatrischen Kliniken untergebracht.
Am 20. Juni 1981 ermordete er den 34-jährigen James L. Churchill am Ufer des Mississippi River in Rock Island, Illinois. Zuvor hatte er mit dem späteren Opfer schwer getrunken und er bekam ein immer größer werdendes Verlangen, Churchill zu töten. Er stach gut 10 mal auf ihn ein, bis dieser verstarb.
Am 16. Juli 1981 wurde er an seinem 52. Geburtstag in Bettendorf, Iowa aufgrund der versuchten Entführung eines 11-jährigen Jungen erneut unter dem Namen Richard Clark verhaftet. Die Beschuldigungen wurden später fallen gelassen, aber er wurde für 49 Tage in eine psychiatrische Anstalt eingewiesen. Danach scheiterten einige Entführungsversuche, er konnte jedoch immer rechtzeitig fliehen.

## Ende der Mordserie, Verhaftung und Tod
Am 29. Juli 1982 wurde die 11-jährige Michelle Steele in Saint Joseph entführt, als sie auf dem Rückweg vom Zahnarzt zum Elternhaus war. Als ihre Mutter später nach Hause kam und ihre Tochter dort nicht antraf, meldete sie Michelle bei der Polizei als vermisst. Bei der Suche entdeckte ihr eigener Onkel den leblosen Körper des Mädchens. Der Fundort lag nur eine Meile vom Ort entfernt, an dem Eric Christgen vier Jahre zuvor gefunden wurde. Am selben Tag erschien Hatcher unter dem Namen Richard Clark im St. Joseph State Hospital und behauptete, Stimmen zu hören. Am 3. August wurde er unter diesem Namen verhaftet, da sich die Beweise gegen ihn als Täter verdichteten. Während er auf den Prozess wartete, gestand Hatcher 16 Morde, unter anderem jene an Christgen, Churchill und Steele. Er führte die Polizei auch zu den vergrabenen Überresten James L. Churchills auf einem Militärgelände in der Nähe von Davenport, Iowa. Während den Ermittlungen wurde auch eine Liste mit über einem Dutzend Alias-Namen bekannt, die Hatcher während seiner kriminellen Laufbahn verwendete.
Im Oktober 1983 wurde er für den Mord an Eric Christgen zu lebenslanger Haft verurteilt, mit keiner Möglichkeit, in den nächsten 50 Jahren diese in eine Bewährungsstrafe umzuwandeln. Beim Prozess für den Mord an Michelle Steele ein Jahr später forderte Hatcher für sich selbst die Todesstrafe, aber die Jury entschied sich bei der Urteilsverkündung am 3. Dezember 1984 für eine lebenslange Haftstrafe in der Missouri State Penitentiary in Jefferson City, Missouri, in der er bereits frühere Haftstrafen verbüßte. Vier Tage später beendete Charles Ray Hatcher sein Leben selbst, als er sich in seiner Zelle erhängte.